# Mettray
Mettray är en kommun i departementet Indre-et-Loire i regionen Centre-Val de Loire i de centrala delarna av Frankrike. Kommunen ligger i kantonen Luynes som tillhör arrondissementet Tours. År 2022 hade Mettray 2 079 invånare.

## Befolkningsutveckling
Antalet invånare i kommunen Mettray
Referens:INSEE